# HIGH RAIL 1375
HIGH RAIL 1375（ハイレール イチサンナナゴ）は、東日本旅客鉄道（JR東日本）が保有する観光列車用の鉄道車両の愛称。
本項では、同車を用いて2017年7月1日から小海線で運行されている臨時快速列車についても記述する。

## 概要

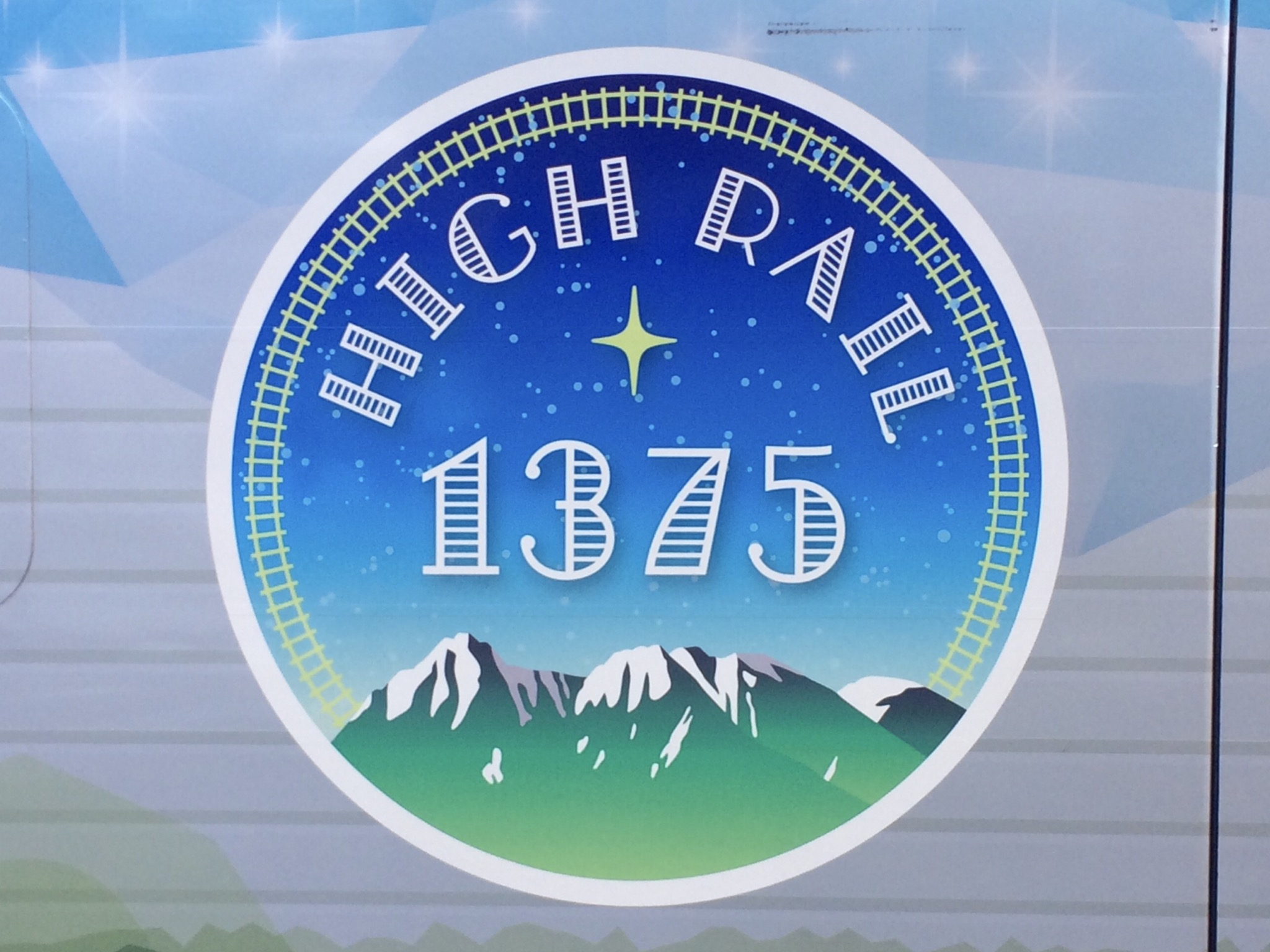
ロゴマーク

JR東日本長野支社が2017年7月1日から始まった信州デスティネーションキャンペーンに合わせて小海線で運行を開始した観光列車。愛称の「HIGH」は標高の高い駅を有する小海線、「RAIL」は線路、「1375」は小海線清里駅 - 野辺山駅間に存在する日本における普通鉄道最高地点の標高1375 mに由来する。
2016年11月4日に導入を発表し、2017年2月20日に愛称が「HIGH RAIL 1375」（ハイレール イチサンナナゴ）に決まったことを発表。2017年5月19日に運行概要等を発表し、7月1日から運行を開始した。
登場当初の指定席券は他の「のってたのしい列車」よりも高額で、「海里」や「B.B.BASE」と同じ大人840円・小人420円（2023年現在）となっている（2023年現在は他の「のってたのしい列車」も同じ指定席料金に価格変更がなされている）。
中込駅と野辺山駅では受験生の合格を祈願し、本車両の名称(ハイレール)と「志望校に入れる」の語呂合わせによる「ハイレール神社」が毎年の受験シーズンに限り設置されている。

## 運行概況
通常の時期は、おもに金・土・日祝、夏休み期間中は火曜日を除き毎日運行される。小海線の小淵沢駅 - 小諸駅間を1.5往復運転される。列車名は日中に運行される1往復は上りが「HIGH RAIL 2号」、下りが「HIGH RAIL 1号」、夜間に運転される下りは「HIGH RAIL 星空」となり、愛称の「1375」は省略される。
冬期は、土・日祝中心に小淵沢駅 - 小諸駅間の1往復となり、「HIGH RAIL 2号」「HIGH RAIL 星空」が運転される（時刻も冬期ダイヤに変更）。
ワンマン運転で車掌は乗務しないが、JR東日本サービスクリエーション（2019年7月1日に日本レストランエンタプライズより移管）のアテンダントが乗車し、乗車時の指定席券確認や車内カウンターでの販売などを行っている。

### 停車駅
- 凡例
  - ●：停車駅[11]
  - ｜：通過駅[11]

| 号数   | 号数       | 1・2号 | 星空 |
| ------ | ---------- | ------ | ---- |
| 小海線 | 小淵沢駅   | ●      | ●    |
| 小海線 | 清里駅     | ●      | ●    |
| 小海線 | 野辺山駅   | ●      | ●    |
| 小海線 | 信濃川上駅 | ●      | ｜   |
| 小海線 | 小海駅     | ●      | ●    |
| 小海線 | 八千穂駅   | ●      | ｜   |
| 小海線 | 臼田駅     | ●      | ｜   |
| 小海線 | 中込駅     | ●      | ●    |
| 小海線 | 岩村田駅   | ●      | ｜   |
| 小海線 | 佐久平駅   | ●      | ●    |
| 小海線 | 小諸駅     | ●      | ●    |

### 車内サービス
- スマホでチケットと共に事前予約することで車内でもらえる受取限定弁当がある。[12]
HIGH RAIL1号[注釈 1]では「小海線高原ブランチ」を、HIGH RAIL星空では、「特製弁当」を、それぞれ小淵沢～小諸の各区間で受け取ることができる。[12]なお、弁当は他列車や駅構内等での受け取りはできず、乗車を申し込んだ列車内でしか受け取ることはできない。[12]

- 2号車に、天文関連の書籍が入った書棚が円形状に配置され、その書籍を読むことができるるスペース「ギャラリーHIGH RAIL」が設置されている[11]。このスペースでは、天井部に設置されている半球形ドームに星空の映像が投影され[11]、星空を見ながら読書している気分を味わうことができる。さらに、車内の専用Wi-Fiでは「星空」「宇宙」にちなんだオリジナルコンテンツを配信されていて、スマホ等で星座や星空の知識、クイズ、沿線情報などを見ることができる。[11]

- 野辺山駅の滞在時間中（同駅には約1時間停車する[5]）には、小海線沿線の星空案内人により、野辺山駅近くの銀河公園にて[3]星空観察会が行われる（悪天候の場合は車内での解説となる場合がある）。

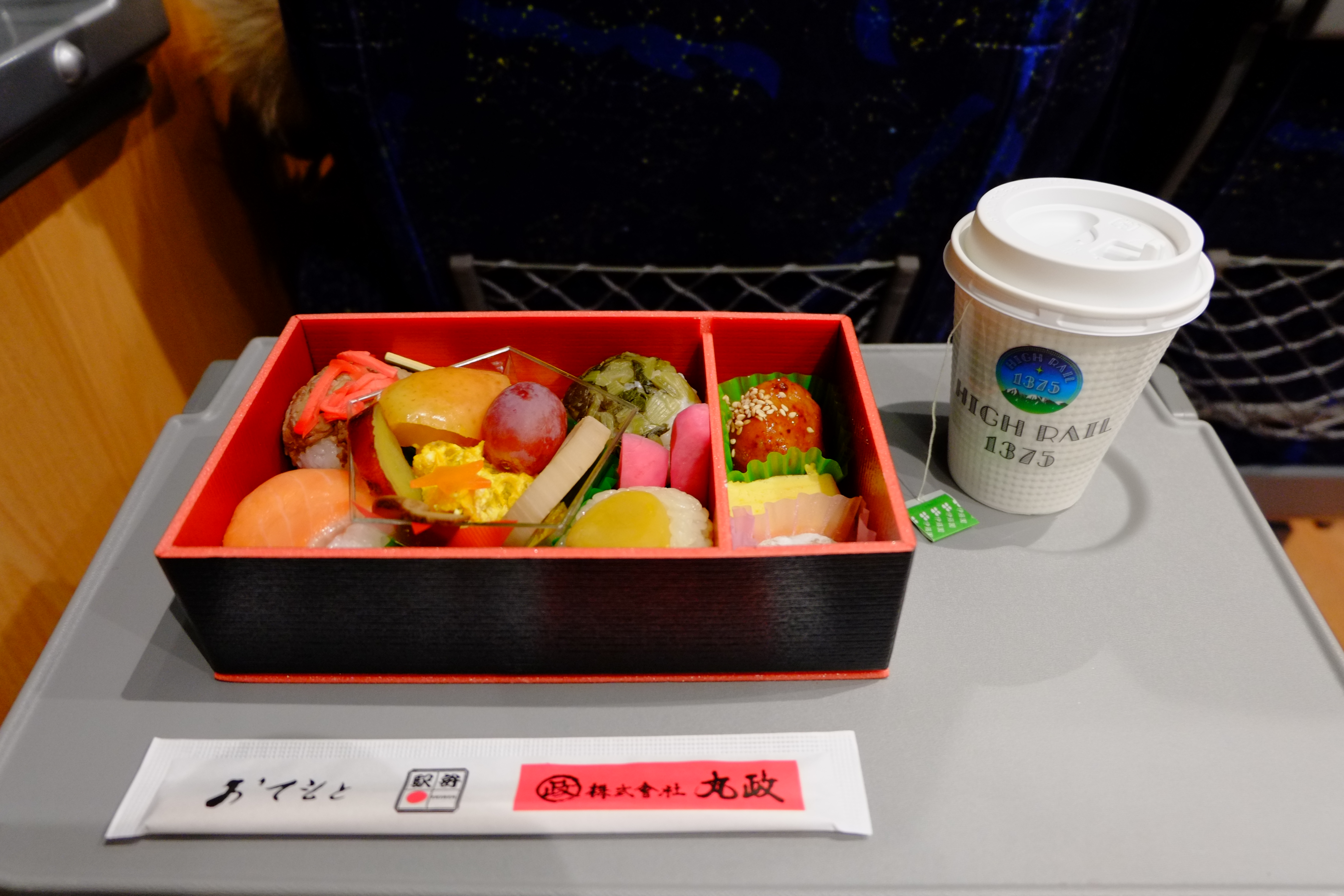
HIGH RAIL 星空 特製弁当（2017年12月時点）
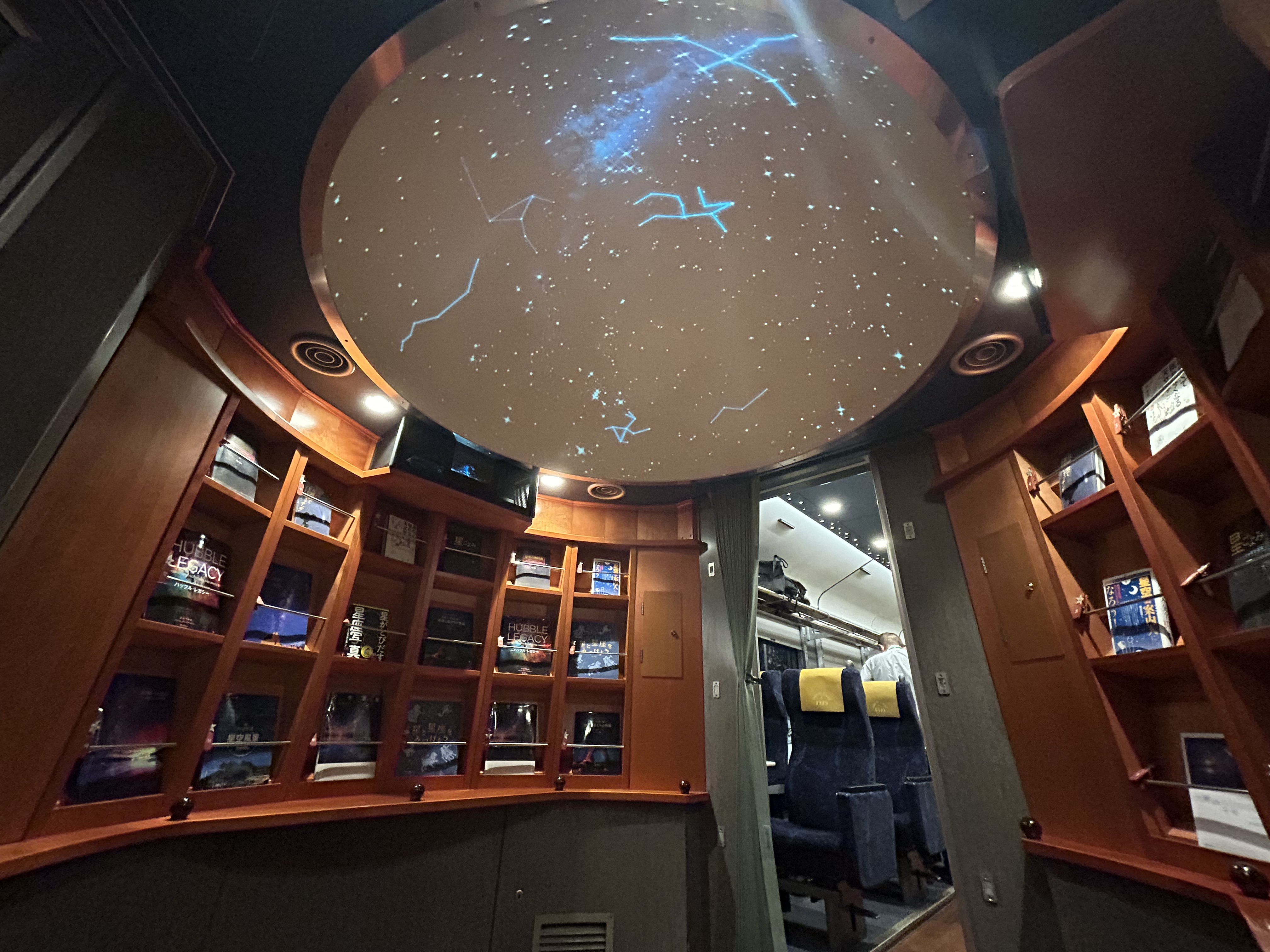
ギャラリー HIGH RAIL（2号車）
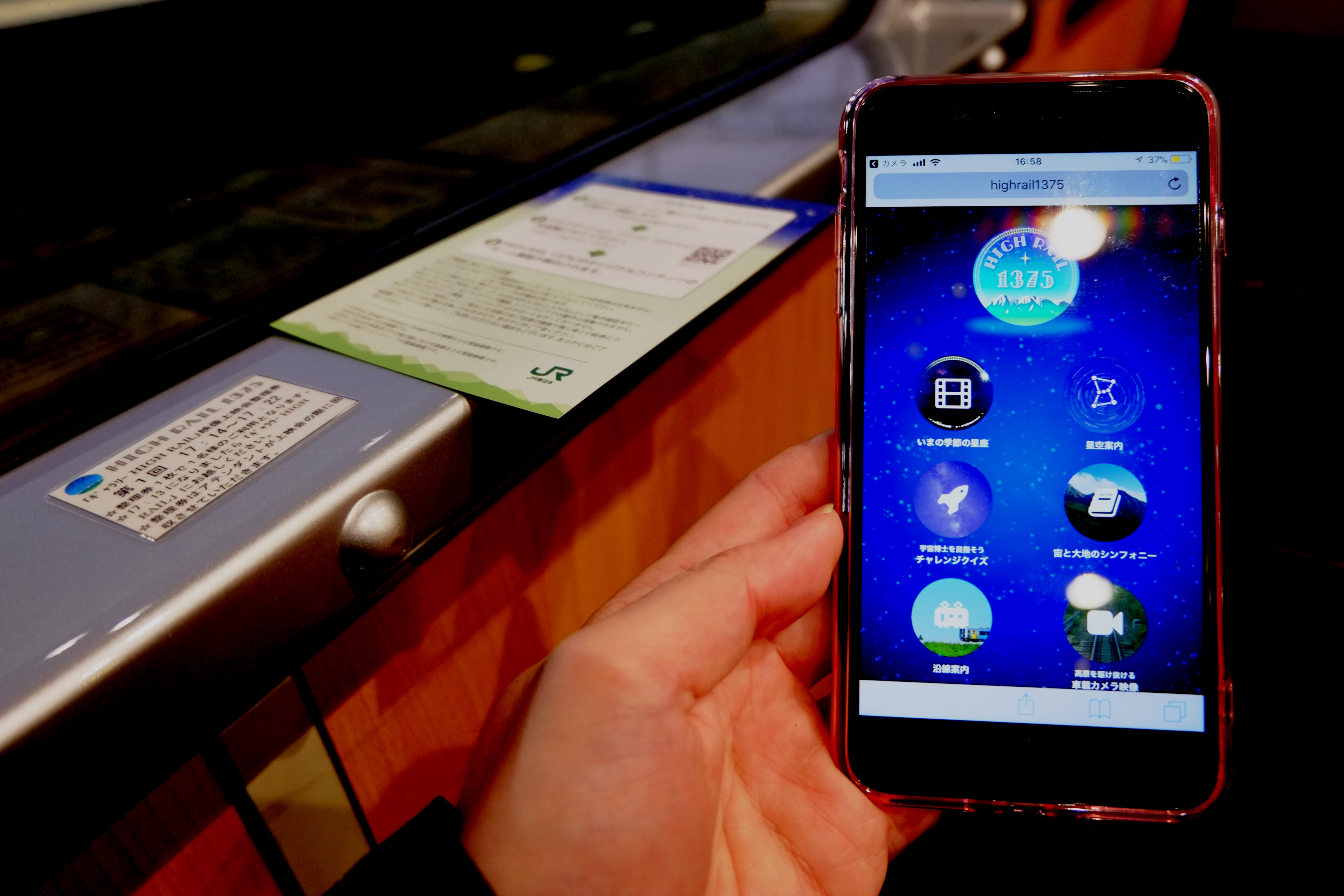
専用Wi-Fiによるコンテンツ

### 使用車両
東北地方で走っていたキハ100系・キハ110系気動車を1両ずつ改造した2両編成である。定員は50人。外観ならびに車両のロゴデザインはジェイアール東日本企画が担当している。

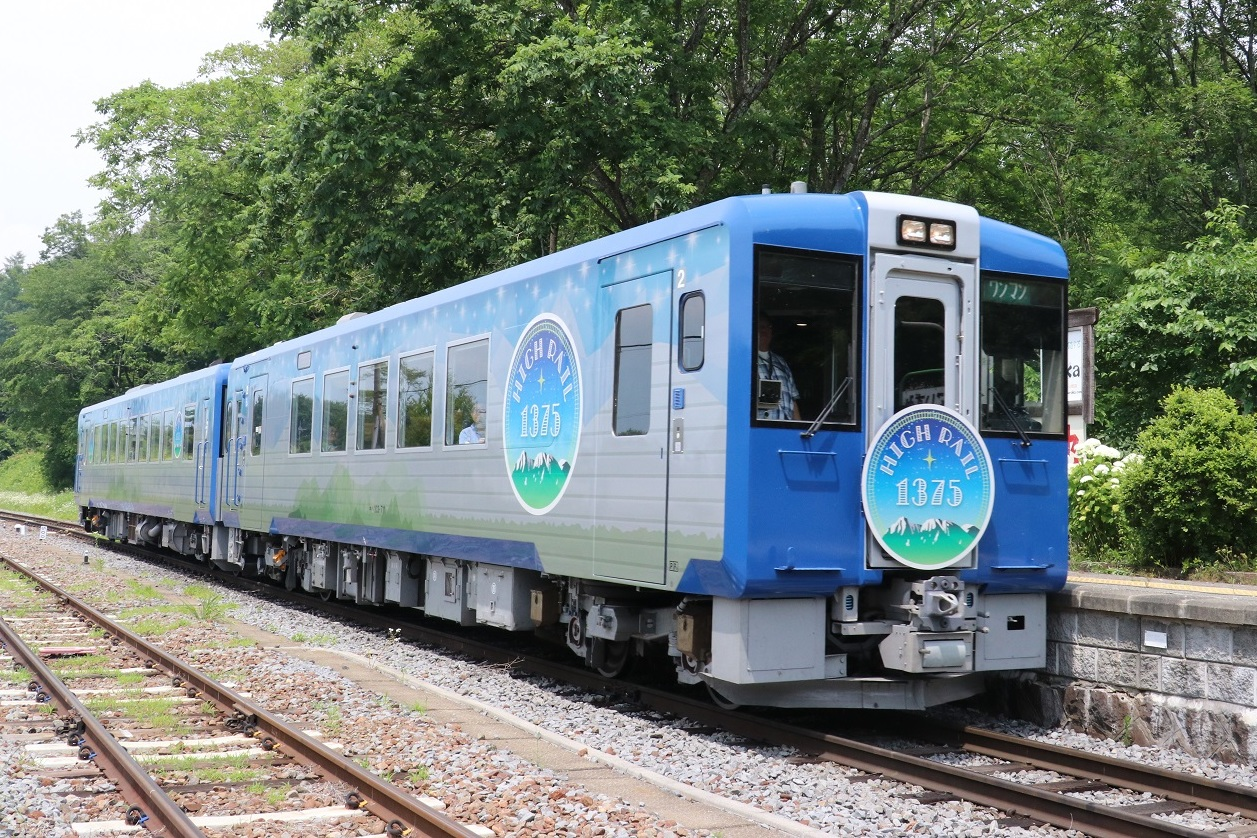
キハ100・110形
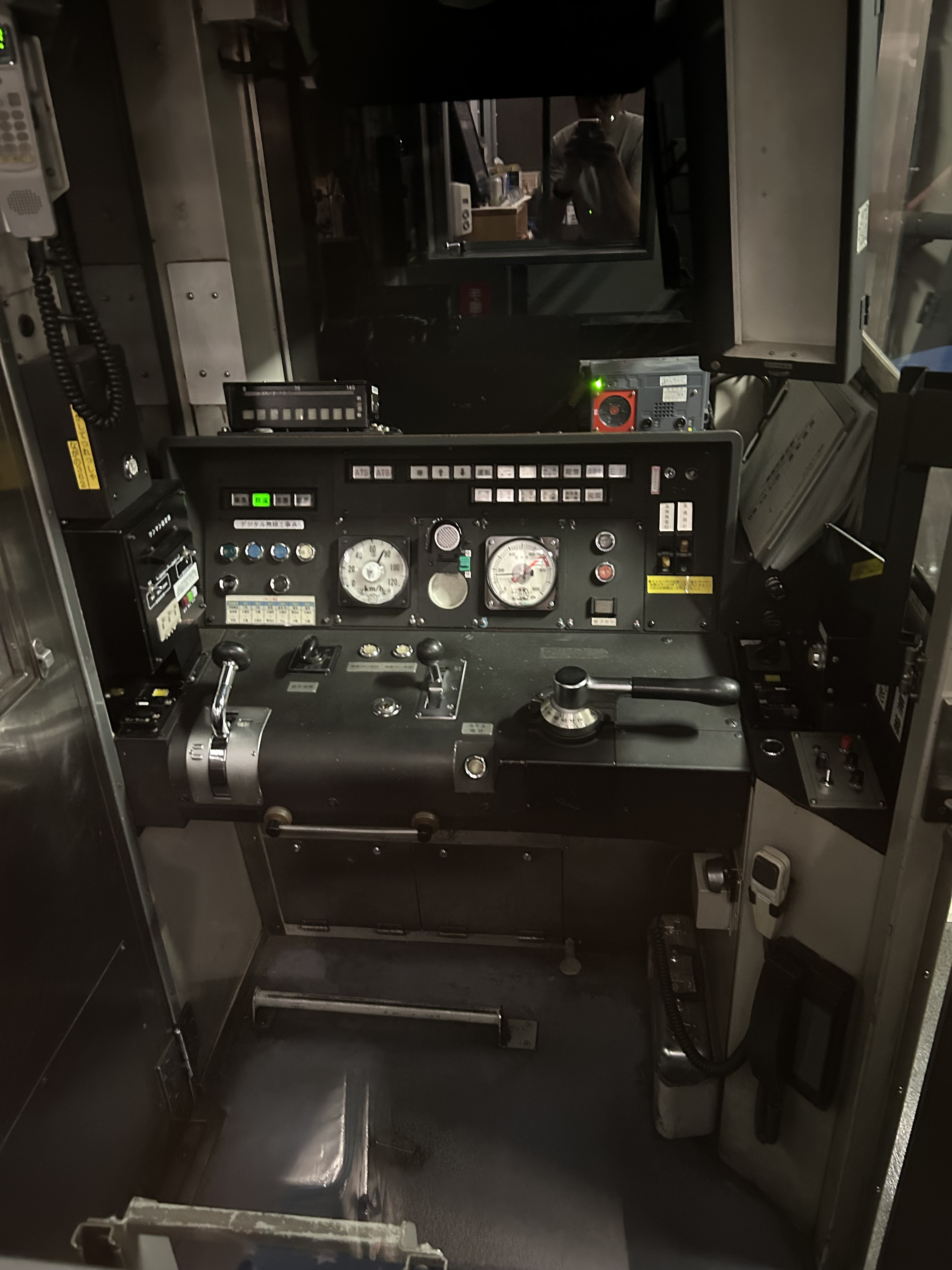
運転台（1号車）
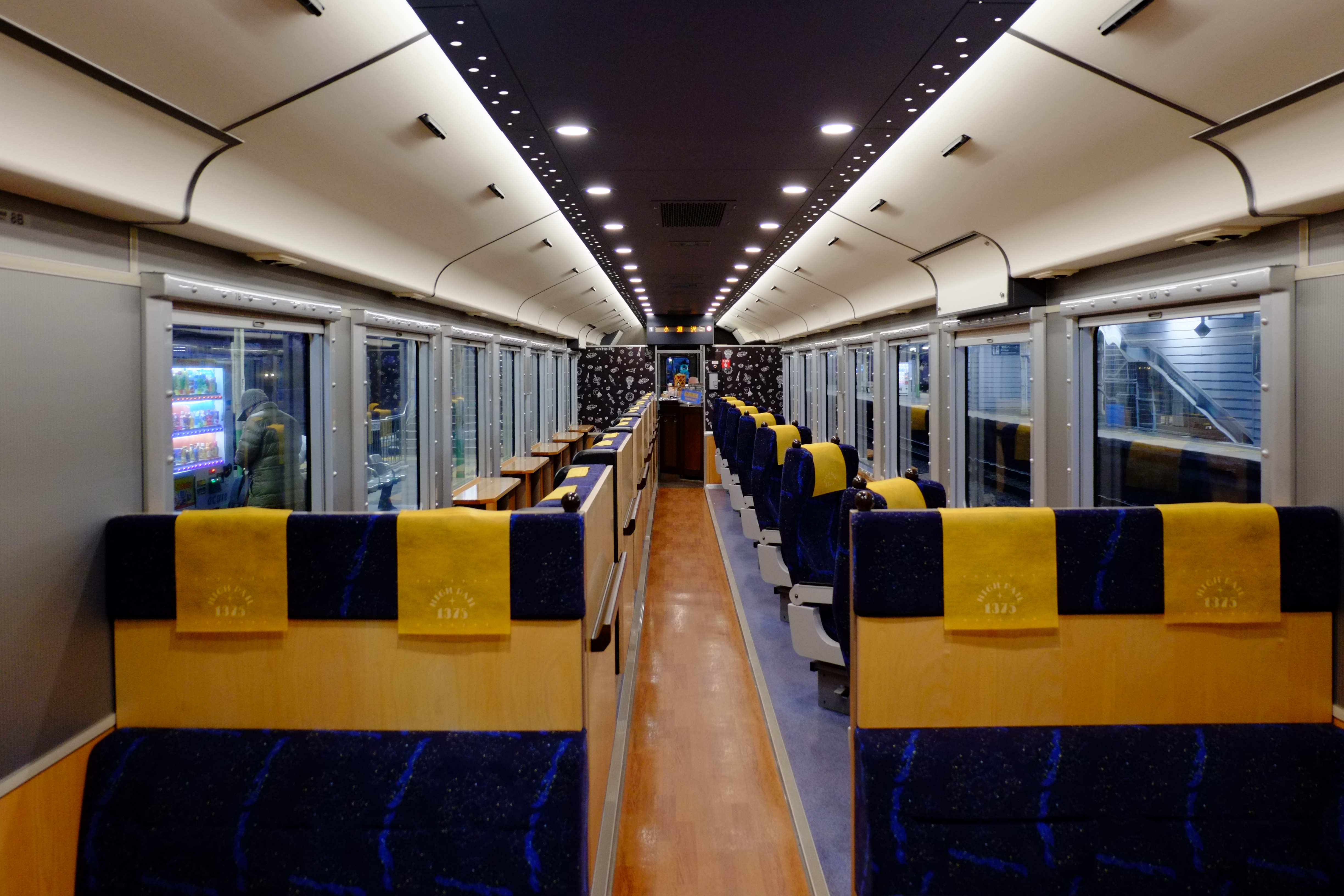
1号車車内（左奥がペアシート、手前がBOXシート、右奥がシングルシート）
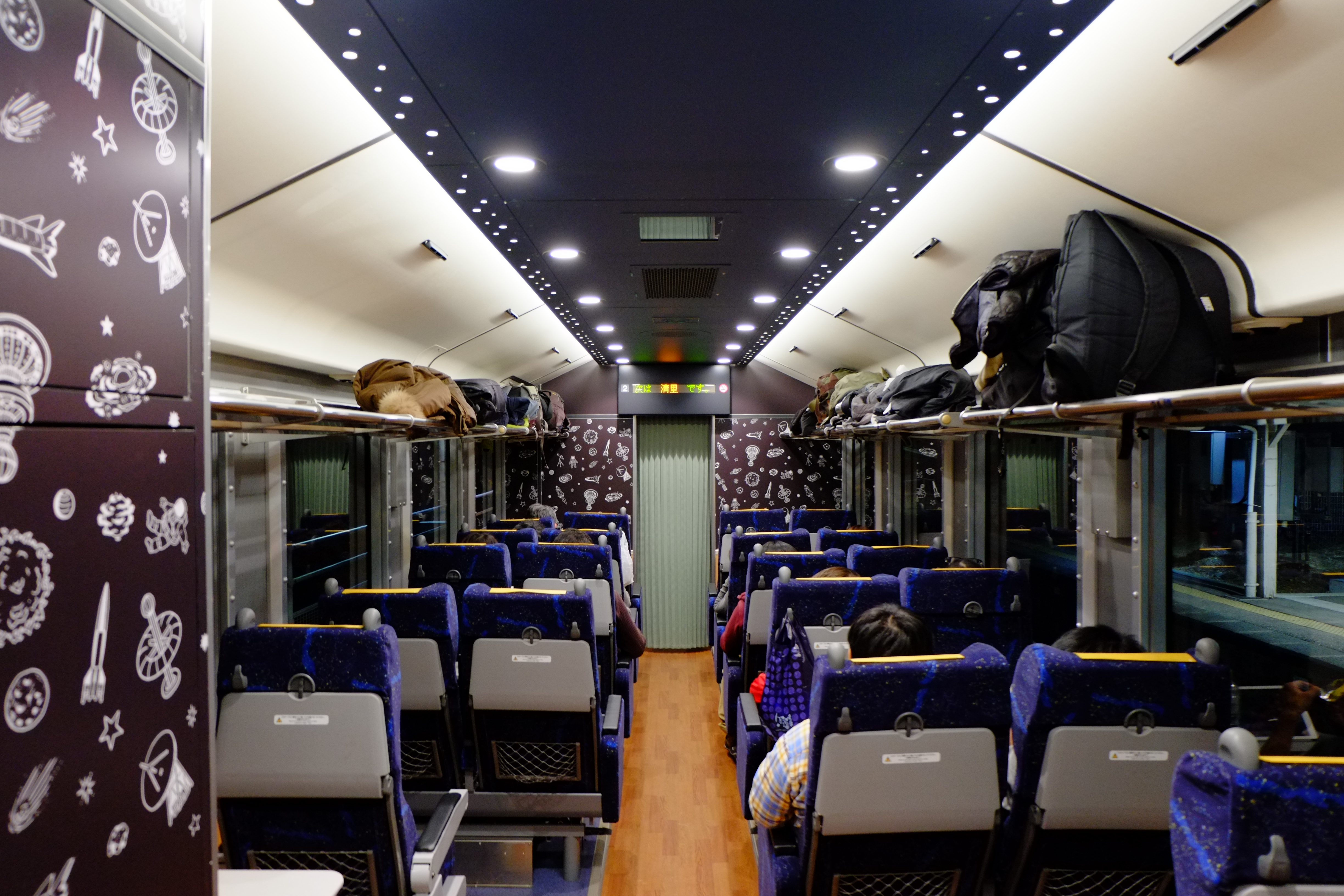
2号車車内（リクライニングシート）
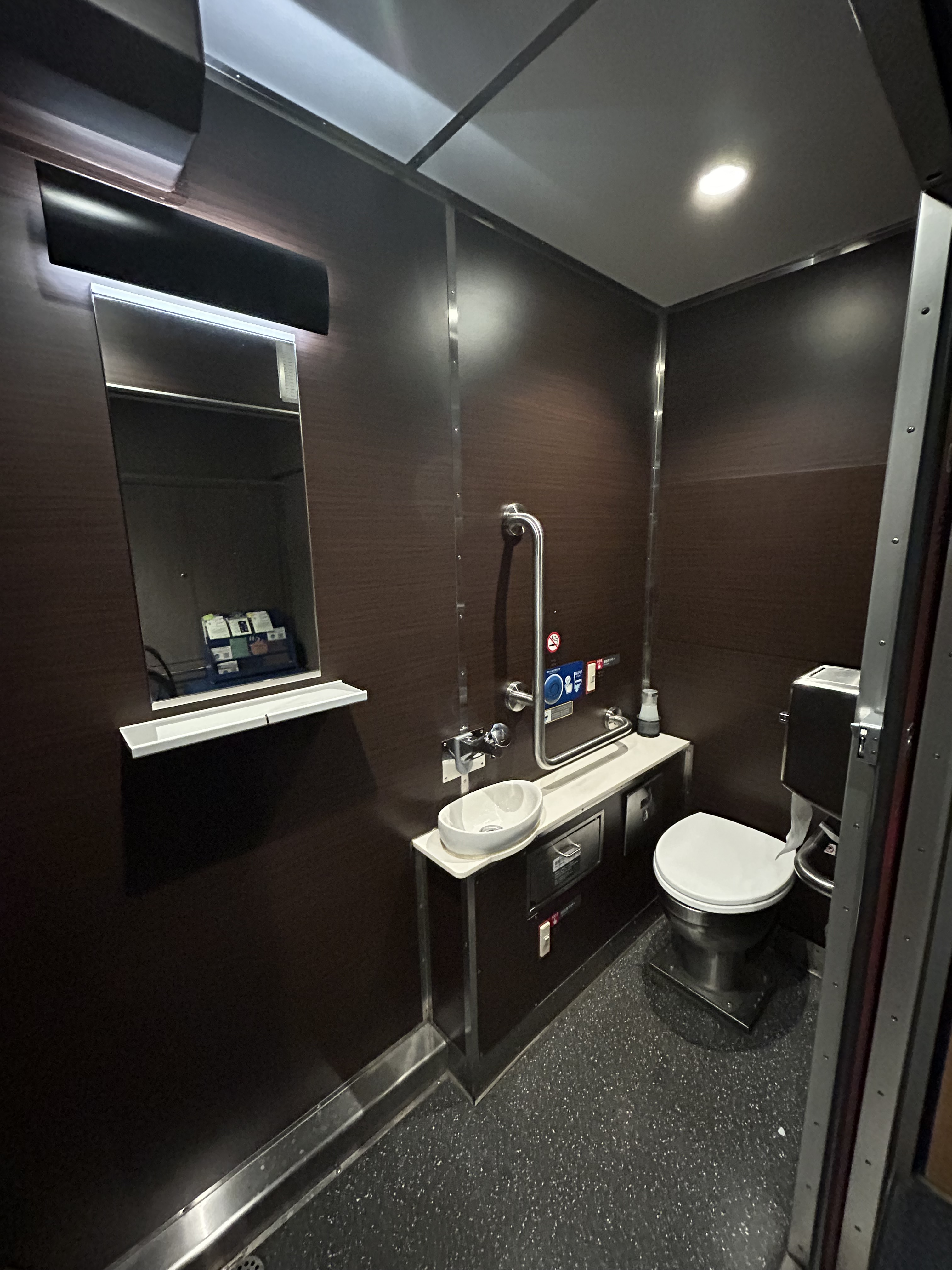
トイレ（2号車）

|          | ← 小淵沢小諸 → | |
| 号車     | 1 | 2                                                                                                   |
| 車番     | キハ112-711 | キハ103-711                                                                                         |
| 種車     | キハ110-108 （元小牛田運輸区所属） | キハ100-29 （元盛岡車両センター所属）                                                               |
| 車内設備 | 窓側を向いたシングルシート・ペアシートを中心に、4人掛けボックスシートを2組配置。 小淵沢方のデッキ部にオリジナルグッズなどを販売する物販カウンターを設置。 | 座席はリクライニングシート。 当初、屋根をガラス張りにするアイデアもあったが法令に抵触するため断念。 |
| 座席定員 | 29人 | 21人                                                                                                |